# Wushu

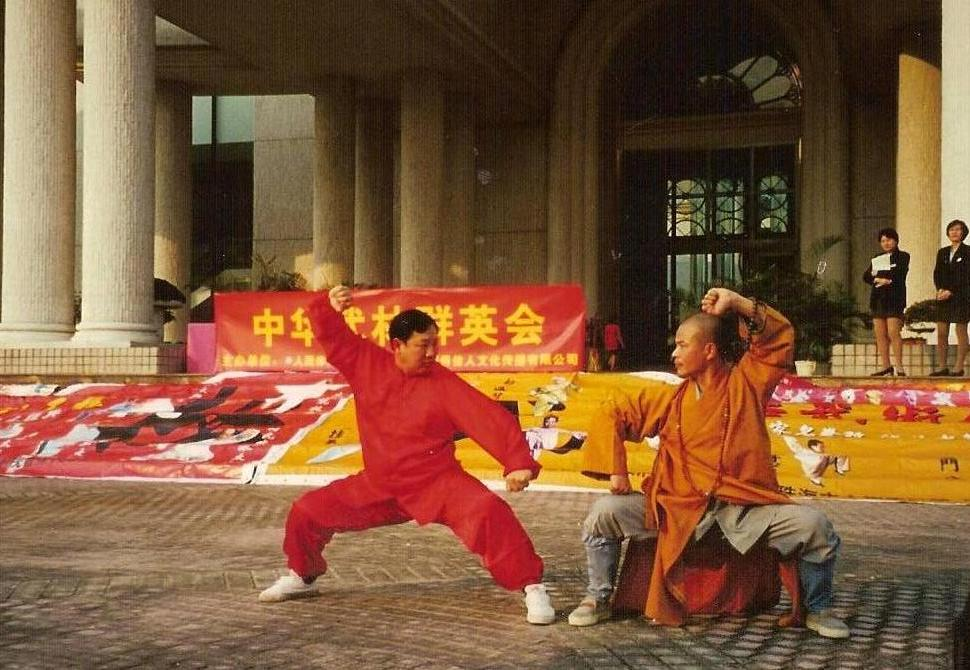
Wushu

Wushu (chinesisch 武術 / 武术, Pinyin wǔshùⓘ – „Kampfkunst“), im Westen auch bekannt als modernes Wushu, ist eine Anfang der 1950er Jahre von der Regierung der Volksrepublik China anerkannte Zusammenstellung von einigen Formen der traditionellen chinesischen Kampfkünste und neu von einem Komitee erschaffenen Formen.

## Geschichte

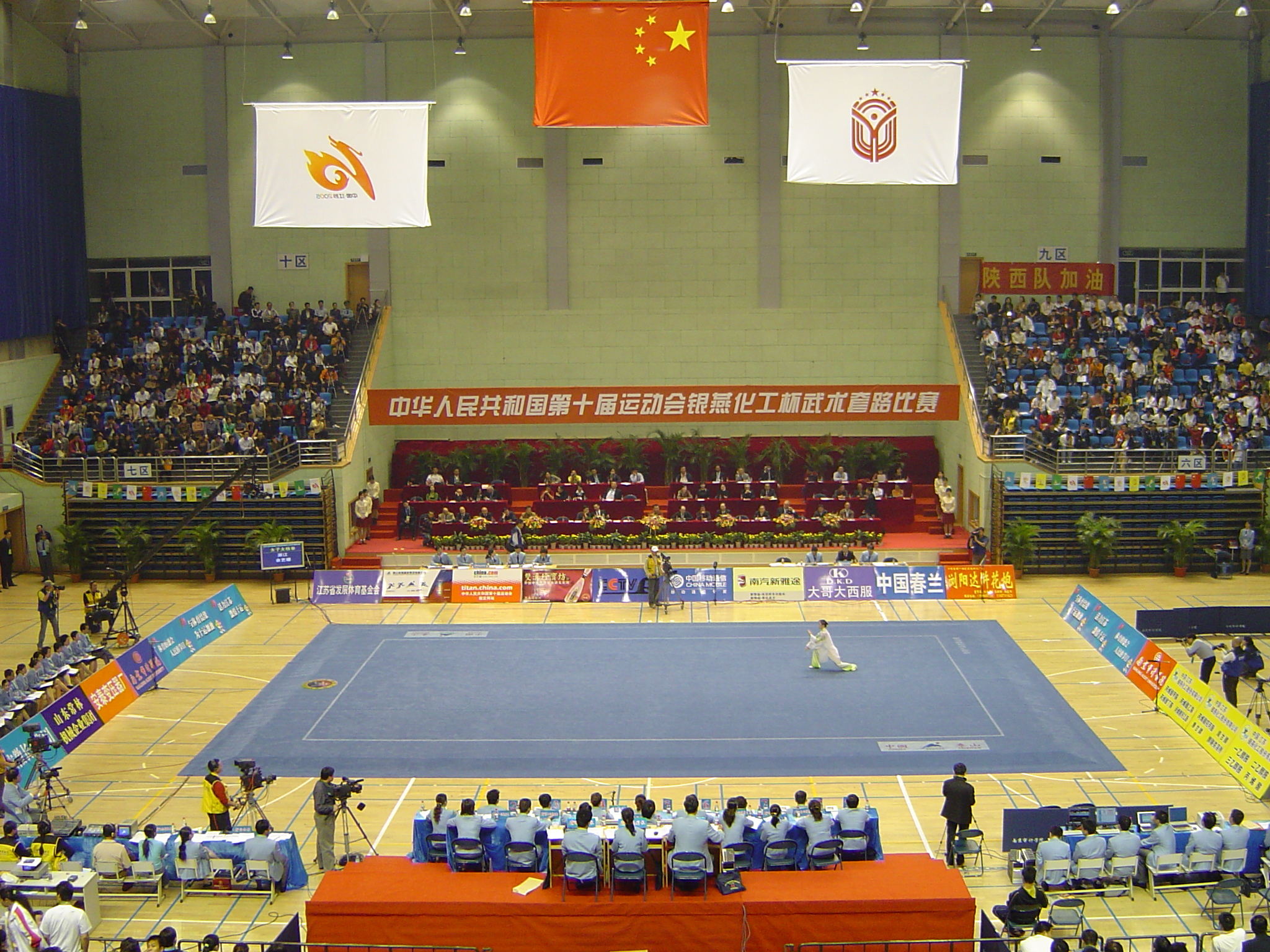
Wushu-Wettbewerb beim All-China Games (2005)

Gegen Ende des 19. Jahrhunderts wurden die traditionellen chinesischen Kampfkünste in China als Volksschatz, Kulturerbe und Selbstverteidigungsmethode wiederentdeckt. Die militärische Schwäche des Kaiserreichs und der steigende Einfluss europäischer Großmächte, Japans und der USA (siehe auch Kanonenbootpolitik) veranlasste viele Chinesen, mithilfe traditioneller Kampfkünste gegen westliche Kolonisierung und chinesische Christen vorzugehen, beispielsweise während des Boxeraufstands.
In dieser für viele Chinesen demütigenden Zeit wurden Kampfkünstler wie Huo Yuanjia und Wong Fei Hung wie Volkshelden verehrt und galten als Symbol für chinesische Selbstbehauptung in Zeiten der Ungleichen Verträge.
Nach dem Sturz der Qing-Dynastie und dem Ende des chinesischen Bürgerkrieges wurde in den 1950er Jahren von der Regierung der Volksrepublik China ein Sportverband gegründet, in dem viele Wushu-Meister mitwirken sollten, um einen Kanon von Standardformen und Kategorien der Kampfkünste zu entwickeln. Modernes Wushu wurde 1959 von der chinesischen Regierung offiziell anerkannt.
Im Jahre 1990 wurde der Verband IWUF („International Wushu Federation“, 国际武术联合会) gegründet, der zweijährlich die Wushu-Weltmeisterschaften austrägt und als offizieller Verband für Wushu anerkannt wird.
Angesichts der Olympischen Sommerspiele 2008 in Peking gab es Bemühungen, modernes Wushu als weitere olympische Disziplin einzuführen. Im Oktober 2005 wurde dies jedoch vom Internationalen Olympischen Komitee abgelehnt. Seit 2010 ist Wushu Teil des Programms der World Combat Games.

## Wettkampf-Wushu
Im Wettkampf-Wushu kennt man zwei Varianten:
1. Das Nichtkontakt-Wushu (Taolu)
2. Das Vollkontakt-Wushu (Sanda)

## Konflikte mit den traditionellen Stilen
Als im Jahre 1959 modernes Wushu von der chinesischen Regierung offiziell anerkannt wurde, wurde auch die bisherige Trennung der traditionellen Kampfkünste nach Stilen und Systemen offiziell aufgehoben.
Bei der Zusammenstellung der modernen „Standardformen“ wurde vor allem auf Aspekte der Publikumswirksamkeit (akrobatische Elemente), Körperbeherrschung und Dynamik geachtet. Die Anwendbarkeit in der Selbstverteidigung oder im Kampf sowie die in den traditionellen Kampfkünsten häufig wichtigen Elemente der Meditation, Qigong und philosophische oder religiöse Bezüge wurden vernachlässigt. Aus diesem Grund ist modernes Wushu bei einigen Anhängern traditioneller Wushu-Stile sehr umstritten und nicht anerkannt.
Mittlerweile geht der internationale Weltverband für Wushu (IWUF) wieder auf die traditionellen Stile zu und fördert auch die traditionellen Formen.

„Zukunft: Um nicht nur die sogenannten modernen oder neuen Wettkampfformen zu fördern, ist die IWUF bemüht in Zukunft auch Weltmeisterschaften für traditionelle Formen durchzuführen.
Somit soll eine einseitige Entwicklung des Wushu vermieden werden.
Der neueste Ansatz ist ein Loslösen von den standardisierten Wettkampfformen.“

## Graduierungssystem
Als weiterer Gegensatz zu den eher familiär und stufenlos organisierten traditionellen Kampfkünsten wurde im modernen Wushu 1998 ein Graduierungssystem eingeführt, das in 9 Stufen eingeteilt ist:
1. bis 3. Duan (blaues, weißes und goldenes Adler-Symbol). Die so genannten Grundstufen-Duan, für Wushu-Schüler mit mehrjähriger Erfahrung. Diese Kategorie kommt in etwa den Gürtelprüfungen anderer asiatischer Kampfkünste gleich.
4. bis 6. Duan (blaues, weißes und goldenes Tiger-Symbol). Die so genannten Mittelstufen-Duan für Wushu-Praktizierende, die bereits unterrichten dürfen und Wushu seit mindestens 10 Jahren regelmäßig lernen. Ab dem 5. Duan muss der wissenschaftliche Einsatz in der Wushu-Forschung nachgewiesen werden, z. B. durch Veröffentlichungen.
7. bis 9. Duan (blaues, weißes und goldenes Drachen-Symbol). Die so genannten Oberstufen-Duan, der nur an sehr erfahrene Lehrer bzw. Meister mit überdurchschnittlichen Leistungen vergeben wird. Ab dem 7. Duan darf sich der Lehrende „Großmeister“ nennen.